# Zingiber bisectum
Zingiber bisectum là một loài thực vật có hoa trong họ Gừng. Loài này được Fang Ding (Phương Đỉnh) miêu tả khoa học đầu tiên năm 1996. Tên gọi trong tiếng Trung là 裂舌姜 (liệt thiệt khương), nghĩa đen là gừng lưỡi rách.

## Mẫu định danh
Mẫu định danh: Fang D. 17878; thu thập ngày 8 tháng 8 năm 1975 ở cao độ 260 m, tọa độ khoảng 23°3′42″B 108°41′11″Đ / 23,06167°B 108,68639°Đ (ZRC đưa ra tọa độ 22°35′24″B 108°35′47″Đ / 22,59°B 108,59639°Đ - nhưng điều này thiếu chính xác, do địa điểm ở tọa độ này thuộc trấn Na Lâu, quận Vũ Minh, cao độ ~100 m, cách điểm mà Phương Đỉnh liệt kê là Cửu Đường, Côn Lôn Quan khoảng 53 km về phía tây nam) trên sườn đồi tại Cửu Đường (九塘), Côn Lôn Quan (昆仑关), huyện Ung Ninh (nay là xã khu Cửu Đường, trấn Côn Lôn, quận Hưng Ninh), Nam Ninh, Quảng Tây, Trung Quốc. Holotype lưu giữ tại Viện Y học Cổ truyền và Khoa học Dược liệu Quảng Tây ở Nam Ninh, Quảng Tây (GXMI).

## Phân bố
Loài này có tại miền nam khu tự trị Quảng Tây, Trung Quốc và có thể có ở Thái Lan. Được tìm thấy trên các sườn đồi, ở cao độ khoảng 300 m.

## Mô tả
Thân rễ ruột màu vàng, dạng củ; các rễ có củ ở đỉnh. Thân giả cao tới 3,4 m. Bẹ lá có lông nhung; lưỡi bẹ 2 khe, 1–6 cm, gần khô xác; cuống lá từ không có đến dài tới 5 mm, có lông nhung ở mặt xa trục; phiến lá gần thuôn dài hoặc thuôn dài-hình mác, ~8,5 × 4,5–10 cm, mặt gần trục lốm đốm lông màu nâu dọc theo gân giữa, mặt xa trục thưa lông nhung, đáy thon nhỏ dần, đỉnh nhọn thon. Cụm hoa mọc từ thân rễ, hình trứng hoặc gần thuôn dài, 7-10 × 2,5–7 cm, nhiều hoa; cuống cụm hoa 2-12,5 cm, có lông nhung; lá bắc màu đỏ hoặc xanh lục, thuôn dài, 4-4,5 × ~1,1 cm, có lông nhung; lá bắc con thuôn dài, 3,5–4 cm × ~7 mm, có lông nhung. Đài hoa ~2 cm, chẻ 1 bên, có lông nhung, đỉnh 3 răng. Ống tràng hoa màu trắng, 4-4,7 cm; các thùy màu ánh vàng, thùy giữa ~2,5 cm × 8–9 mm, các thùy bên hình mác, ~2,3 cm × 5 mm. Cánh môi có đốm màu tía đen; thùy giữa hình trứng ngược, ~2 × 1,3 cm, đỉnh 3 răng; các thùy bên ~10 × 7 mm. Bao phấn không cuống, ~1,5 cm; phần phụ kết nối ~1,2 cm. Bầu nhụy rậm lông nhung. Ra hoa tháng 8.